# Пау (Италија)
Пау (итал. Pau) је насеље у Италији у округу Ористано, региону Сардинија.
Према процени из 2011. у насељу је живело 299 становника. Насеље се налази на надморској висини од 304 м.

## Становништво
Према резултатима пописа становништва 2011. у општини је живело 300 становника.
| 1931. | 1936. | 1951. | 1961. | 1971. | 1981. | 1991. | 2001. | 2011. |
| ----- | ----- | ----- | ----- | ----- | ----- | ----- | ----- | ----- |
| 560   | 623   | 748   | 627   | 512   | 518   | 413   | 353   | 300   |